# Silurah
Silurah is een bestuurslaag in het regentschap Batang van de provincie Midden-Java, Indonesië. Silurah telt 1482 inwoners (volkstelling 2010).